# Moro-Bill
La Moro-Bill, detta anche Monte Moro, è una pista sciistica situata a Macugnaga, in Italia.

## Descrizione
La pista, di media difficoltà, scende dal Passo del Monte Moro, dove si trova la stazione di arrivo della funivia, all'Alpe Bill, ove sorge la stazione intermedia dell'impianto di risalita. Il tracciato, ricco di curve, si snoda in un ambiente selvaggio e ancora incontaminato. Nel tratto iniziale il tracciato corrisponde alle piste Lago e Ruppenstein ed è percorribile più volte tramite una seggiovia biposto. Da considerare è il panorama sulla parete est del Monte Rosa che si può godere dalla pista.